# Patricia Peklar
Patricija "Patricia" Peklar, slovenska udeleženka pevskih in lepotnih tekmovanj, * 4. junij 1989
Osvojila je naziv Miss Earth Slovenija za leto 2014.  Udeležila se tudi tekmovanj za miss Casino Kongo 2011, kjer je zmagala na pevskem talent šovu in za Miss Soče 2011, kjer je zmagala.
Zmagala je na pevskem tekmovanju Full Cool Demo Top Radia Celje leta 2005. Nastopila je drugi avdiciji pevskega resničnostnega šova Slovenija ima talent leta 2013.
Prihaja z Vranskega.